# يوهان توبياس سيرغل
يوهان توبياس سيرغل (بالسويدية: Johan Tobias Sergel)‏ (7 سبتمبر 1740 - 26 فبراير 1814) نحات ورسام سويدي.

## روابط خارجية
- يوهان توبياس سيرغل على موقع الموسوعة البريطانية (الإنجليزية)
- يوهان توبياس سيرغل على موقع ميوزك برينز (الإنجليزية)
- يوهان توبياس سيرغل على موقع ديسكوغز (الإنجليزية)